# Microcharmidae
Microcharmidae – rodzina skorpionów.

## Rodzaje
- Ankaranocharmus
- Microcharmus
- Neoprotobuthus